# Resolução 193 do Conselho de Segurança das Nações Unidas
Resolução 193 do Conselho de Segurança das Nações Unidas, foi aprovada em 9 de agosto de 1964, depois de uma grave deterioração da situação no Chipre, o Conselho reafirmou um apelo à Turquia, para cessar o bombardeamento da ilha, e ordenou ao Chipre, um cessar fogo de todas as suas forças armadas. O Conselho apelou a todos a cooperar plenamente com o comandante da Força das Nações Unidas para Manutenção da Paz no Chipre e que se abstenham de qualquer ação que possa ampliar as hostilidades.
Foi aprovada com 9 votos, e com duas abstenções da Checoslováquia e da União Soviética.